# 鲁茫沟岩画
鲁茫沟岩画，位于中国青海省天峻县天棚乡，为第五批青海省文物保护单位，公布日期为1988年9月15日，类型为石窟寺及石刻。
鲁茫沟岩画的历史年代为唐。